# Mouthiers-sur-Boëme
Mouthiers-sur-Boëme – miejscowość i gmina we Francji, w regionie Nowa Akwitania, w departamencie Charente.
Według danych na rok 1990 gminę zamieszkiwało 2 260 osób, a gęstość zaludnienia wynosiła 65 osób/km² (wśród 1467 gmin regionu Poitou-Charentes, Mouthiers-sur-Boëme plasuje się na 123. miejscu pod względem liczby ludności, natomiast pod względem powierzchni na miejscu 114.).